# Pemunyian
Pemunyian is een bestuurslaag in het regentschap Bungo van de provincie Jambi, Indonesië. Pemunyian telt 1674 inwoners (volkstelling 2010).